# Ovidijus Vyšniauskas
Ovidijus Vyšniauskas (ur. 19 marca 1957 w Mariampolu) – litewski piosenkarz.

## Życiorys

### Kariera muzyczna
Karierę muzyczną rozpoczął w 1994. W tym samym roku reprezentował Litwę podczas 39. Konkursu Piosenki Eurowizji z utworem „Lopšinė mylimai”. Zajął ostatnie, 25. miejsce, nie zdobywając ani jednego punktu. Był pierwszym reprezentantem kraju na festiwalu. Występ, uznany na Litwie za kompromitację, uniemożliwił krajowi udział w następnej edycji. Co więcej, państwo to nie brało udziału w tym konkursie aż do 1999 roku. Występ Vyšniauskasa był jednym z najsłabszych w historii kraju.
W 2011 roku był jurorem programu Chorų karai. Uczestniczył w tworzeniu oper rockowych Prisikėlęs i Lauktasis.

## Życie prywatne
Mieszka w Kownie, lecz wcześniej przez długi czas mieszkał w Wilnie. Jego matka jest lekarką, a ojciec – emerytowanym nauczycielem. Jest w związku małżeńskim z Aušrą, która jest jego drugą żoną. Ma troje dzieci.